# Château de Vassy (Manche)
Pour les articles homonymes, voir Château de Vassy.
Le château de Vassy dit également le Logis de Brécey est une demeure, du XVIIe siècle, qui se dresse sur le territoire de la commune française de Brécey, dans le département de la Manche en région Normandie. L'édifice est partiellement classé au titre des monuments historiques.

## Localisation
Le château est situé, au hameau du Logis, sur la rive gauche de la Sée, à 1,8 kilomètre au sud de l'église Saint-Martin de Brécey, dans le département français de la Manche.

## Historique
Le château est la possession de seigneurs locaux, les de Vassy, durant tous les XVIIe et XVIIIe siècles. En 1595, Françoise d'Amphernet, veuve de Louis de Vassy, acquiert de nouvelles terres et voit en, 1613, son fief érigé en baronnie par le roi. On ignore la date de construction exacte du manoir. Fut il bâti par Françoise d'Amphernet, un peu avant sa mort en 1614, ou vers 1620, par son fils, Jacques de Vassy, époux de Louise de Montgommery ? Selon Maxime Fauchon (1894-1980), historien local, les initiales entrelacées V.M., vraisemblablement Vassy et Montgommery, figuraient autrefois sur les poutres de la salle de garde.
Aujourd'hui, il abrite régulièrement des expositions de peintures et de sculptures, ou des expositions temporaires, comme celle consacré à « L'Histoire des Moulins anciens et modernes en Val de Sée et ailleurs ».

## Description
Le château, dont les parties les plus anciennes remontent au XIIIe siècle, très remanié à la Renaissance et au XVIIe siècle, se présente sous la forme d'un logis quadrangulaire avec pavillon central et deux ailes plates. Les ailes avancées ont été détruites au XIXe siècle.
Sa façade de style dite tricolore, alliant schistes bleus, brique roses, pierre blanche, sa toiture fortement inclinée, et les fenêtres aux frontons angulaires ou arrondis, sont caractéristiques de la seconde Renaissance, et notamment du style Louis XIII.
À l'intérieur, l'escalier à trois volées est soutenu par des colonnes en granit et les murs sont en briques.

## Protection
Les façades et les toitures ainsi que l'escalier, avec sa cage, sont classés au titre des monuments historiques par arrêté du 8 septembre 2000.